# Industriemuseum
Het Industriemuseum (vroeger MIAT, Museum over Industrie, Arbeid en Textiel) is een museum in Gent over Industrie, Arbeid en Textiel. Het Industriemuseum is gevestigd in de voormalige katoenspinnerij Desmet-Guéquier, aan de Minnemeers 10 bij de Minnemeersbrug in het centrum van Gent. 1800 m² is beschikbaar voor een vaste tentoonstelling over de geschiedenis van de textielnijverheid, de industriële samenleving en hun evolutie van 1750 tot nu. Het hoofdgebouw, dat dateert uit 1905-1912, werd opgericht naar het voorbeeld van de katoenfabrieken van Manchester. Op het voorplein staat het standbeeld van Pierre De Geyter, de componist van de Internationale.

## Oorsprong
Vele getuigenissen van de eerste en tweede industriële revolutie zijn verschroot of gesloopt sinds de jaren '70, ondanks de inspanningen van het Gentse stadsbestuur om machines en objecten te bewaren. Voor het eerst was er sprake van een museum, waarin de symbolen van de industriële cultuur een plaats zouden krijgen. De administratie van het MIAT was oorspronkelijk gehuisvest in het Stadsarchief in de Abrahamstraat. Later verhuisde het naar het Gewad, vlak bij het Gravensteen. Sinds 1985 gebruikte het MIAT de voormalige katoenspinnerij Desmet-Guequier als depot. In 1989 oordeelde het Gentse stadsbestuur dat deze fabriek dé geschikte locatie was voor het MIAT. In het voorjaar van 1991 verhuisde het MIAT naar de voormalige katoenspinnerij aan de Minnemeers, samen met de toen al grondig uitgebouwde museumbibliotheek. Het museum focuste zich naast tijdelijke tentoonstellingen op de ontwikkeling van een permanente tentoonstelling. In 2018 heropende het MIAT onder de naam Industriemuseum.

## Gent textielstad
Gent was in de middeleeuwen een vooraanstaand centrum van lakenproductie. In de 13e en de 14e eeuw waren de Gentse wollen lakens bekend tot buiten de landsgrenzen en vanaf de 16e eeuw kwam de linnenhandel op. De eerste katoendrukkerijen werden in de tweede helft van de 18e eeuw opgericht en gedurende de 19e eeuw groeide de Oost-Vlaamse hoofdstad uit tot 'het Manchester van het continent'. De reusachtige fabrieken van de katoen- en vlasindustrie gaven de stad een industrieel uitzicht. Het stimulerende effect dat de textiel op de andere nijverheden had zorgde ervoor dat Gent in die periode de belangrijkste industriestad van Vlaanderen werd.
In het museum ligt het accent op de textiel: zowel de vroegere textielmachines als de hedendaagse textilia worden er in al hun facetten belicht. Het museum toont de geschiedenis van de industrie in Gent vanaf 1750 tot nu. Het toont de dynamische periode van de eerste Industriële revolutie. De aanloop naar deze revolutie en de gevolgen die ze had voor de samenleving in de 18e eeuw worden beschreven. Het klooster werd een fabriek, de boer werd fabrieksarbeider. Stoom leverde de basisenergie die de productie en het transport grondig zouden veranderen. De technische triomf van de machine in de 19e eeuw, maar ook het harde bestaan van de arbeider, zijn vrouw en hun kinderen worden in beeld gebracht.
Het MIAT gaf tot 2013 een driemaandelijks museumtijdschrift uit: TIC. Voluit 'Tijdschrift voor Industriële Cultuur'. Het tijdschrift bundelde in elke editie artikelen, bezoektips en andere informatie betreffende technisch of industrieel erfgoed. De TIC'jes werden nadien digitaal beschikbaar gesteld.

## Collectie

### Textielcollectie
De topstukken van het museum:
- een originele Mule Jenny of halfautomatische spinmachine, erkend als Vlaams topstuk en beschermd door het topstukkendecreet. De Mule Jenny werd door Lieven Bauwens meegesmokkeld vanuit Engeland waarvoor hij daar de doodstraf kreeg. Het was de start van de industriële revolutie in België.
- een twijnmolen uit 1789 (zie afbeelding) die in het museum wordt bewaard is eveneens erkend als Vlaams topstuk en beschermd door het topstukkendecreet.

Textielcollectie
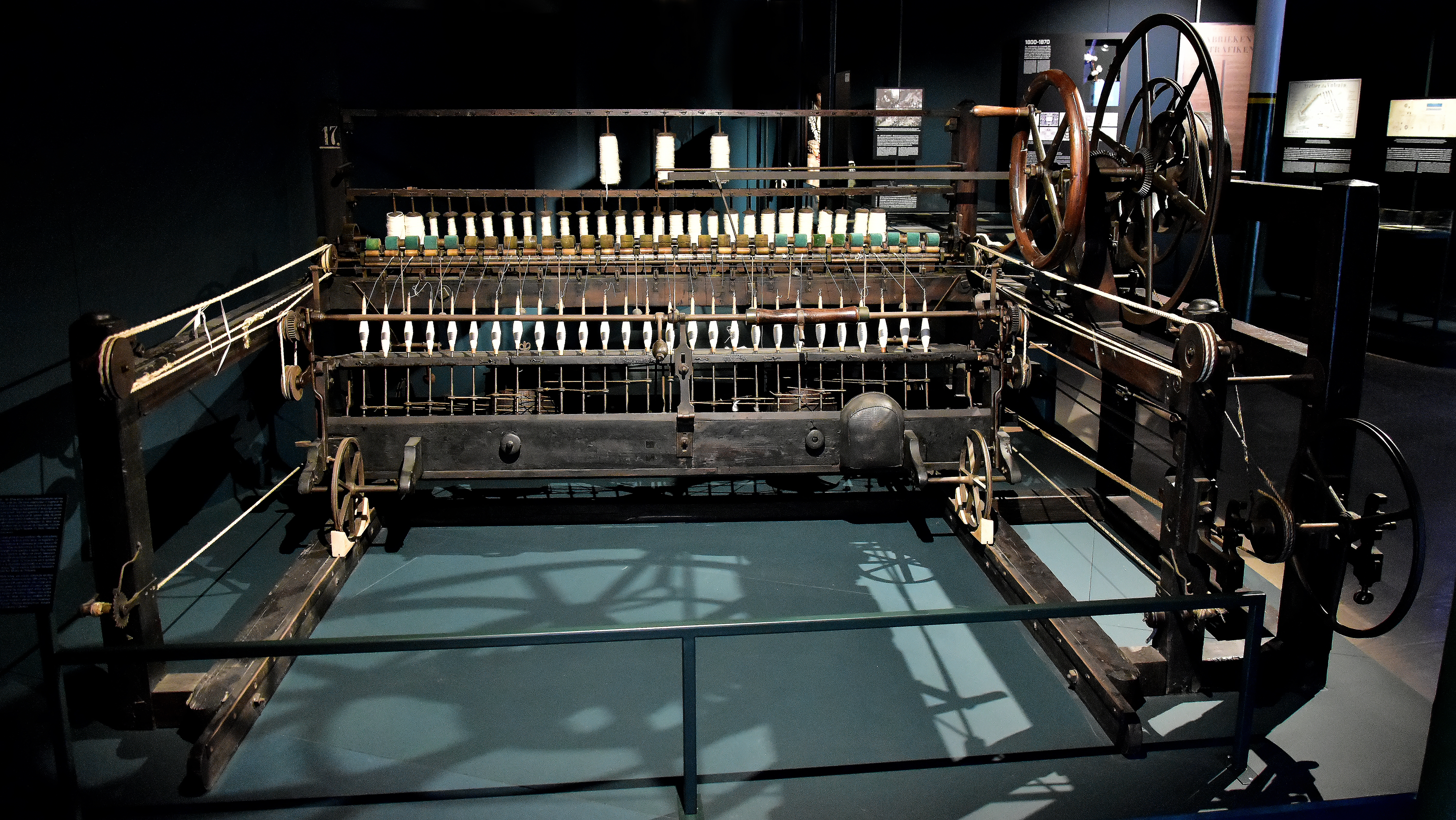
Mule Jenny
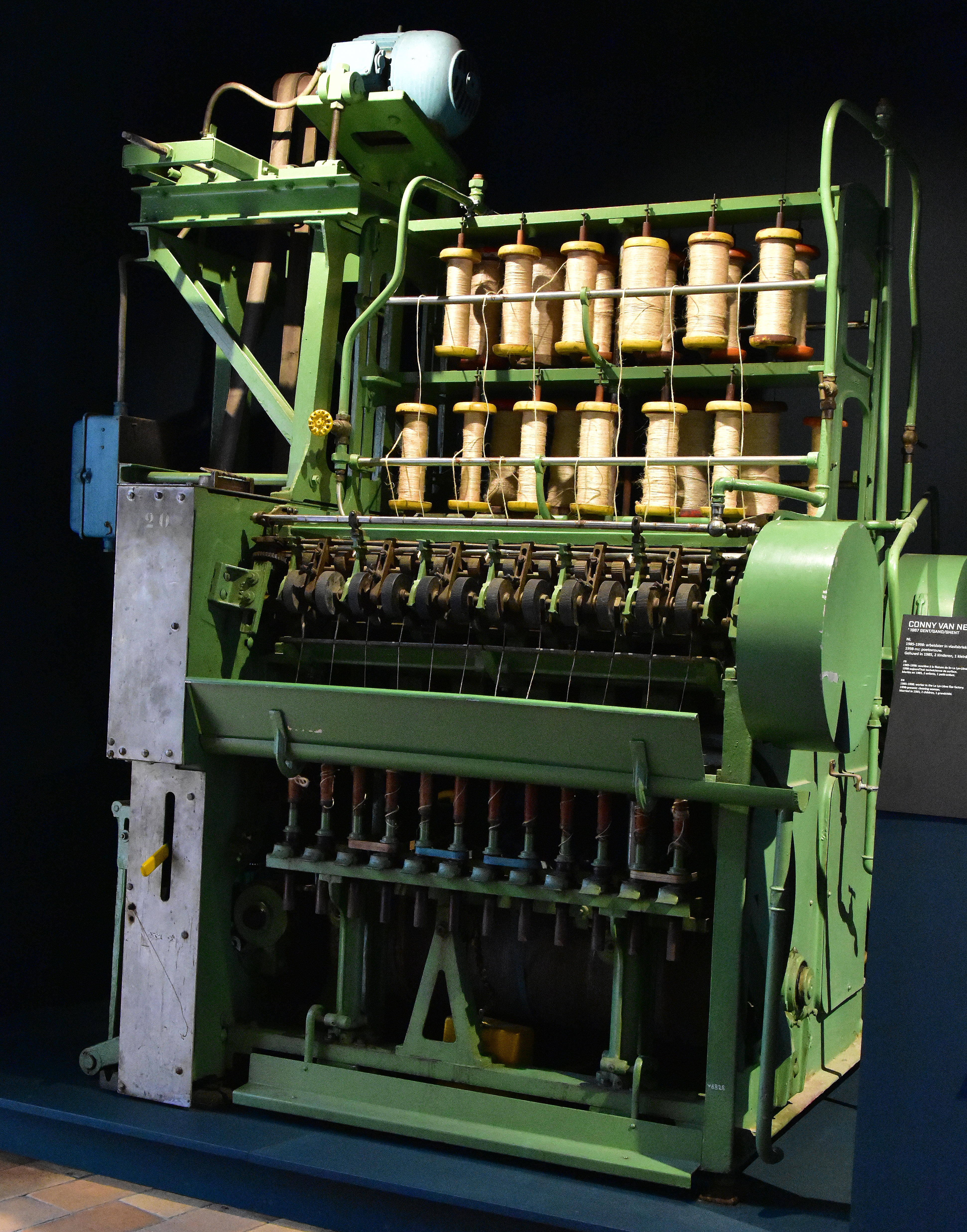
Spinmachine van James Mackie & Sons (Belfast)
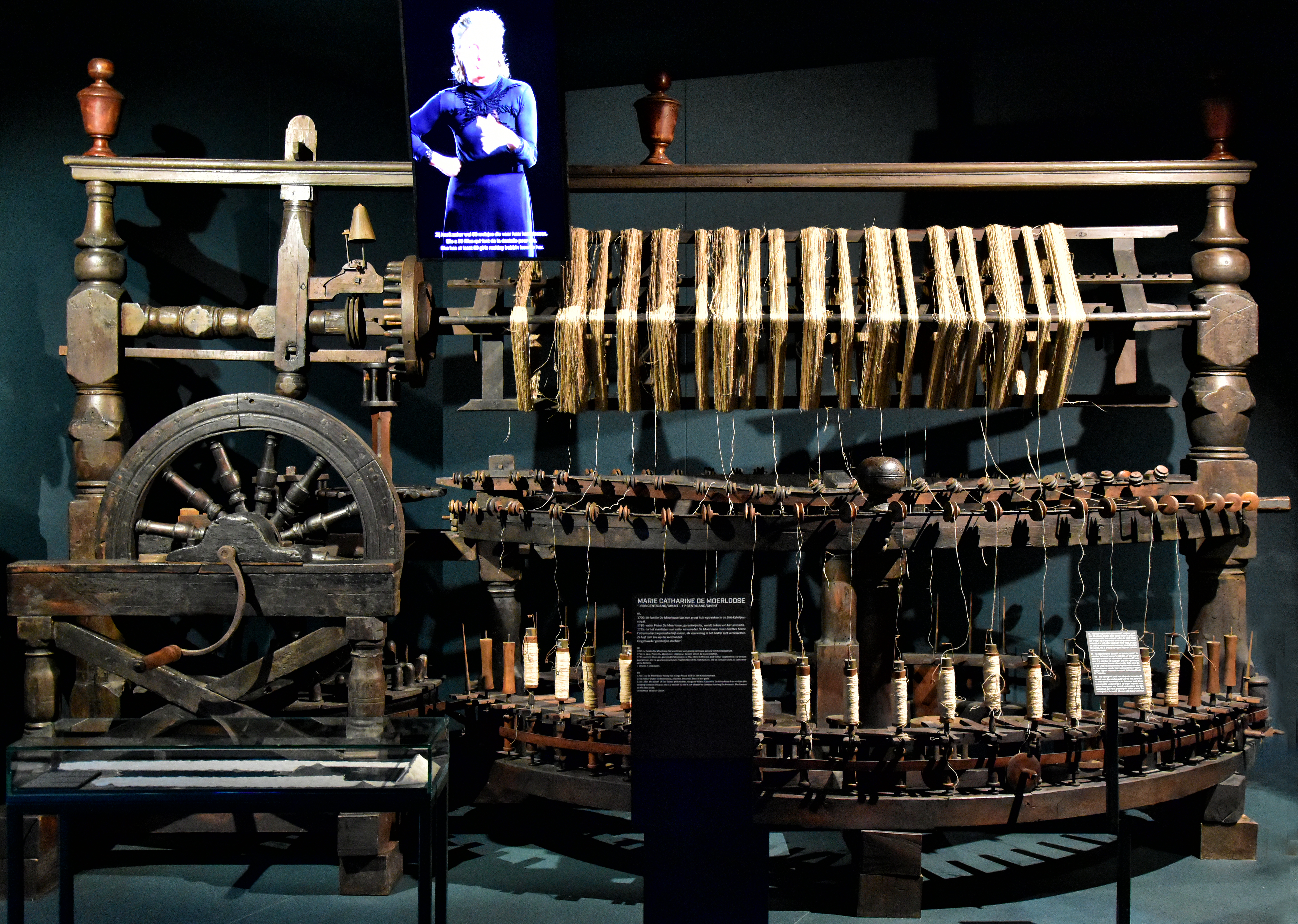
Twijnmolen

### Drukkerijcollectie
Deze collectie bevat bedrijfsklare drukpersen die vanaf 18e tot in de 20e eeuw in gebruik waren:
- een gietijzeren handpers
- een regelzetmachine van het merk Typograph waarmee men tekst goot in loden regels
- een automatische degelpers van het merk Heidelberg
- een regelzetmachine van het merk Linotype
- een fotografische zetmachine van het merk Linotype

Drukkerijcollectie
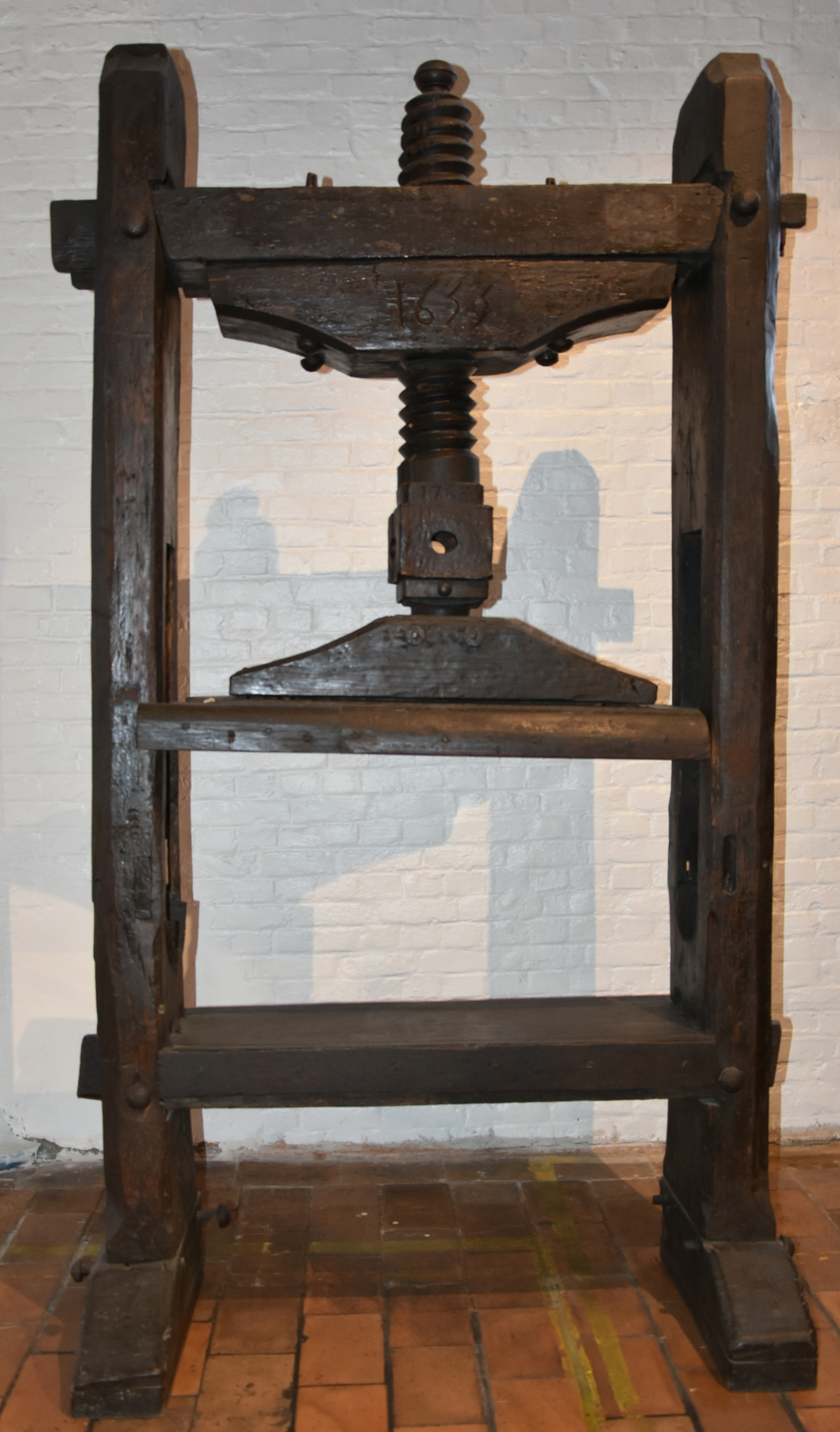
Houten papierpers
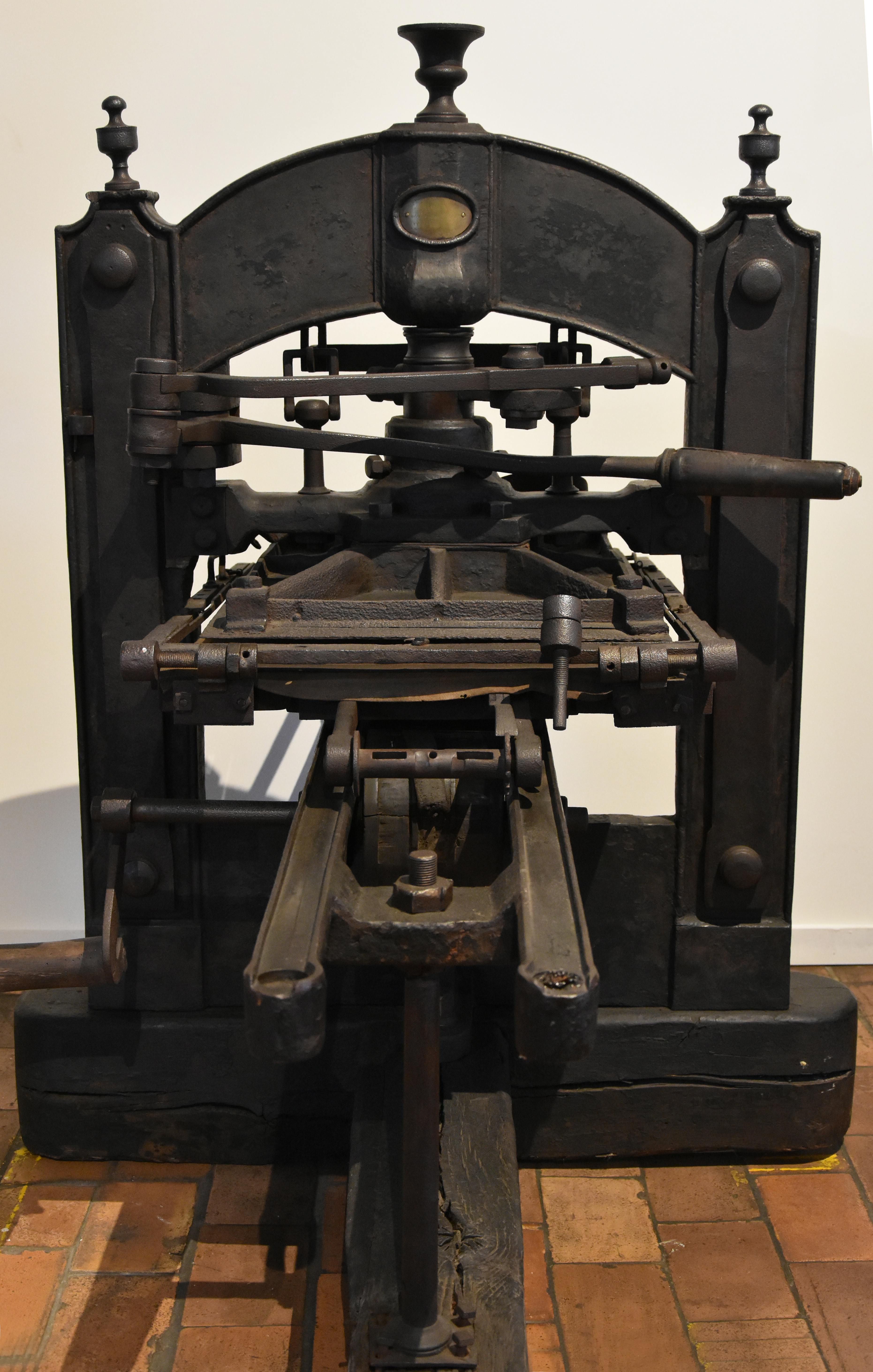
Gietijzeren handpers van Lodewijk Gouy
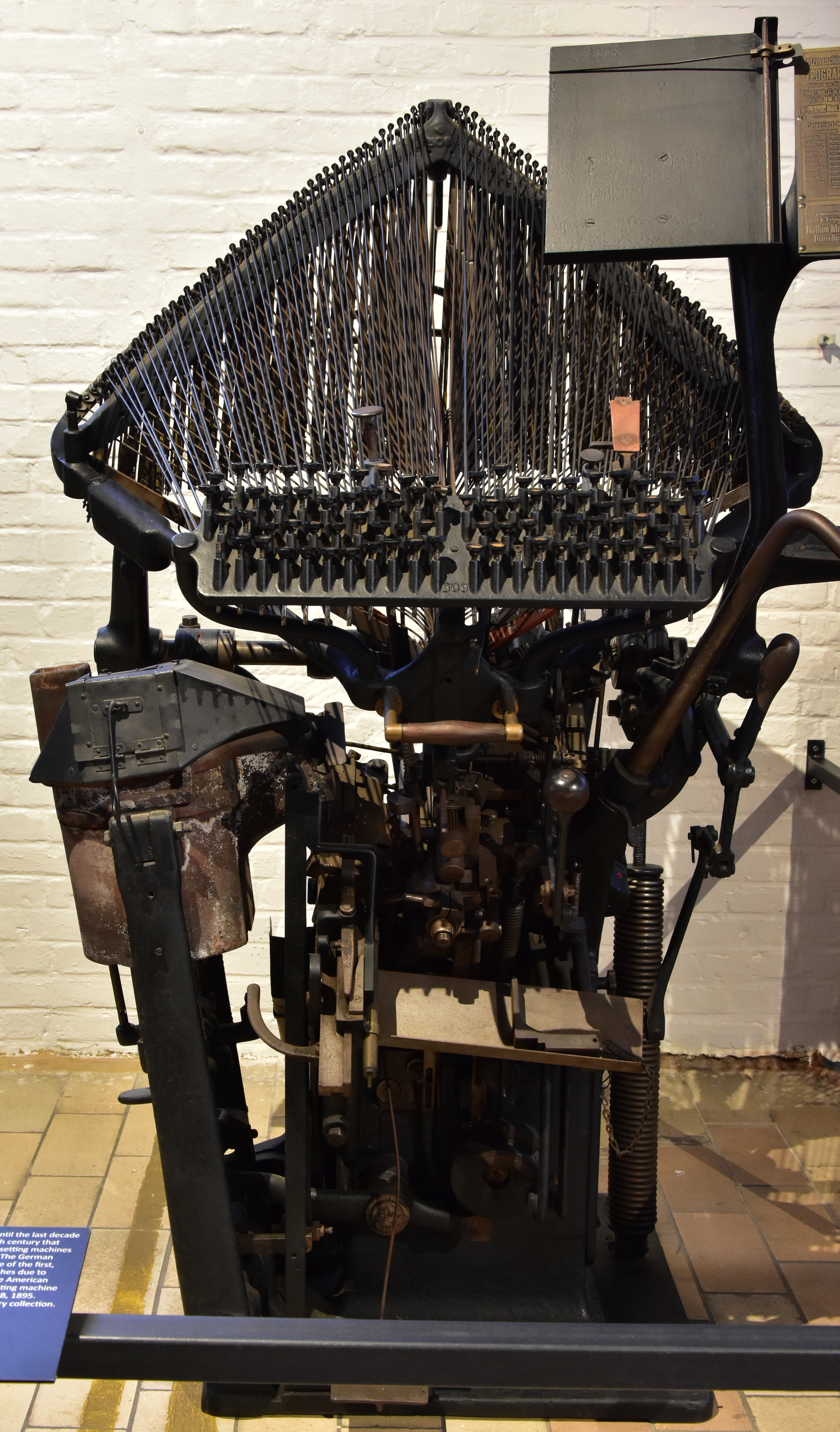
Regelzetmachine van het merk Typograph
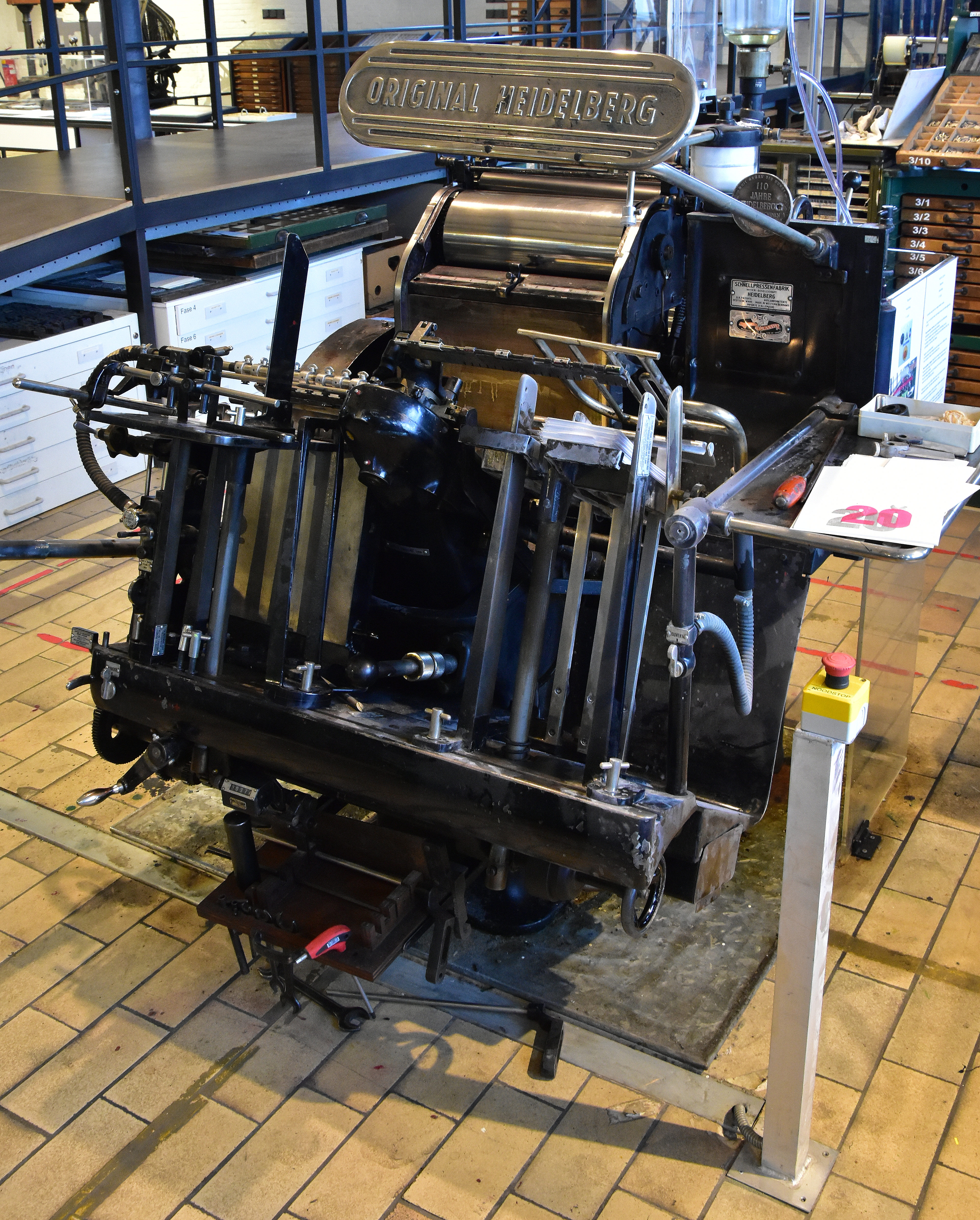
Automatische degelpers van het merk Heidelberg

### Bibliotheek
De bibliotheek van het museum fungeert als centrale uitvalsbasis voor onderzoek, kennisdeling en ontmoeting. De collectie omvat niet alleen publicaties over de textielindustrie, -geschiedenis en -technieken, maar ook over onderwerpen zoals de industriële revoluties, bedrijfsgeschiedenissen, productietechnieken, woon- en arbeidsomstandigheden, historische kinderarbeid, consumptiegeschiedenis, grafische technieken... Via CaGeWeB kan de bezoeker de bibliotheekcatalogus raadplegen en de meer dan 17.000 boeken, tijdschriften en artikels ter plaatse inkijken.
Met de vernieuwing van textielafdeling van het museum in 2020 heeft de bibliotheek een verlengstuk gekregen op de derde verdieping. Bezoekers kunnen op deze plek op een toegankelijke manier kennis maken met de museumwerking, maar ook museumexemplaren uit de bibliotheekcollectie inkijken of via een touchscreenapplicatie informatie opzoeken of hun eigen verhaal achterlaten.

## Het fabrieksgebouw
Het Industriemuseum ligt in de Waterwijk, een wijk begrensd door de bocht van de Leie waar drie eeuwen terug al tal van bedrijfjes gevestigd waren: textielbedrijven zoals blekerijen, ververijen, garentwijnderijen en ook een suikerraffinaderij op de plek waar nu de Arteveldehogeschool zit in de Goudstraat. Op de site van het huidige museum richtte Pieter Van Huffel in 1810 een katoenspinnerij op. In de daaropvolgende decennia breidt de fabriek meermaals uit en gaat ze over op verschillende eigenaren. In 1904 wordt de nv Filature Desmet-Guequier opgericht.
De oudste fabrieksgebouwen zijn gesloopt bij de transformatie van de site tot museum. Enkel het zogenaamde manchestergebouw, opgetrokken tussen 1905 en 1913, is behouden. De architect van dit spinnerijgebouw is Serafinus De Taeye, die ook verschillende andere industriële gebouwen ontwierp, bijvoorbeeld Filature Nouvelle Orléans aan de Nieuwevaart en de fabriek UCO Rooigem.
De term Manchestergebouw verwijst naar een typische fabrieksarchitectuur voor textielfabrieken, die vanaf de 2e helft van de 19e eeuw komt overgewaaid uit Groot-Brittannië (regio Manchester). Het betreft fireproof cotton mills of brandveilige katoenfabrieken: massieve gebouwen met verscheidene bouwlagen, opgebouwd uit een skelet van gietijzeren kolommen en stalen dwarsliggers of I-liggers. De gevels bestaan uit een opeenvolging van bakstenen pijlers met daartussen zeer grote raampartijen. Het zaagtanddak of sheddak heeft ramen naar noordzijde gericht, omdat dit gelijkmatige lichtinval geeft.
Eind de jaren 1980 besloot het Gentse stadsbestuur om het museum MIAT onder te brengen in het voormalige fabriekspand Desmet-Guequier. De 18de- en 19e-eeuwse gebouwen worden afgebroken en op die plek verschijnt een nieuwe vleugel voor het onthaal, het museumcafé en de trappentoren (een verplichting door de brandweer). Deze nieuwe toevoeging in postmodernistische stijl is een ontwerp van architect Dirk Boncquet. Het museumgebouw werd op 22 september 1994 feestelijk geopend. In 2016-2018 werd het zaagtanddak van het fabrieksgebouw volledig gerestaureerd en geïsoleerd.

## Tentoonstellingen
| van        | tot        | titel tentoonstelling                                                            |
| ---------- | ---------- | -------------------------------------------------------------------------------- |
| 27/10/2012 | 10/03/2013 | Gevloerd en betegeld. De Belgische tegelindustrie van art nouveau tot seventies  |
| 27/04/2013 | 29/09/2013 | Onder stroom. 100 jaar elektriciteit                                             |
| 27/04/2014 | 04/01/2015 | Straffe gasten. 50 jaar arbeidsmigratie                                          |
| 26/04/2015 | 25/10/2015 | Piano & Co. 250 jaar Belgische piano-industrie                                   |
| 03/12/2015 | 26/06/2016 | Amail email! De Belgische emailindustrie                                         |
| 20/11/2016 | 07/01/2018 | Made by children. Kinderarbeid vroeger en nu                                     |
| 29/09/2018 |            | Over mensen en machines (permanente tentoonstelling op de 5e verdieping)         |
| 04/05/2019 |            | Drie eeuwen grafische industrie (permanente tentoonstelling op de 4e verdieping) |
| 07/12/2020 |            | 100% Textiel (permanente tentoonstelling op de 3e verdieping)                    |
| 24/04/2021 | 26/09/2021 | Alexander Dumarey. Kathedralen van de industrie                                  |
| 26/11/2021 | 28/08/2022 | Kassa kassa!                                                                     |
| 31/03/2022 | 07/06/2022 | Pagne Africain (gastexpo)                                                        |
| 19/11/2022 | 03/09/2023 | BURN. Van brandgevaar tot burn-out                                               |

## Galerij

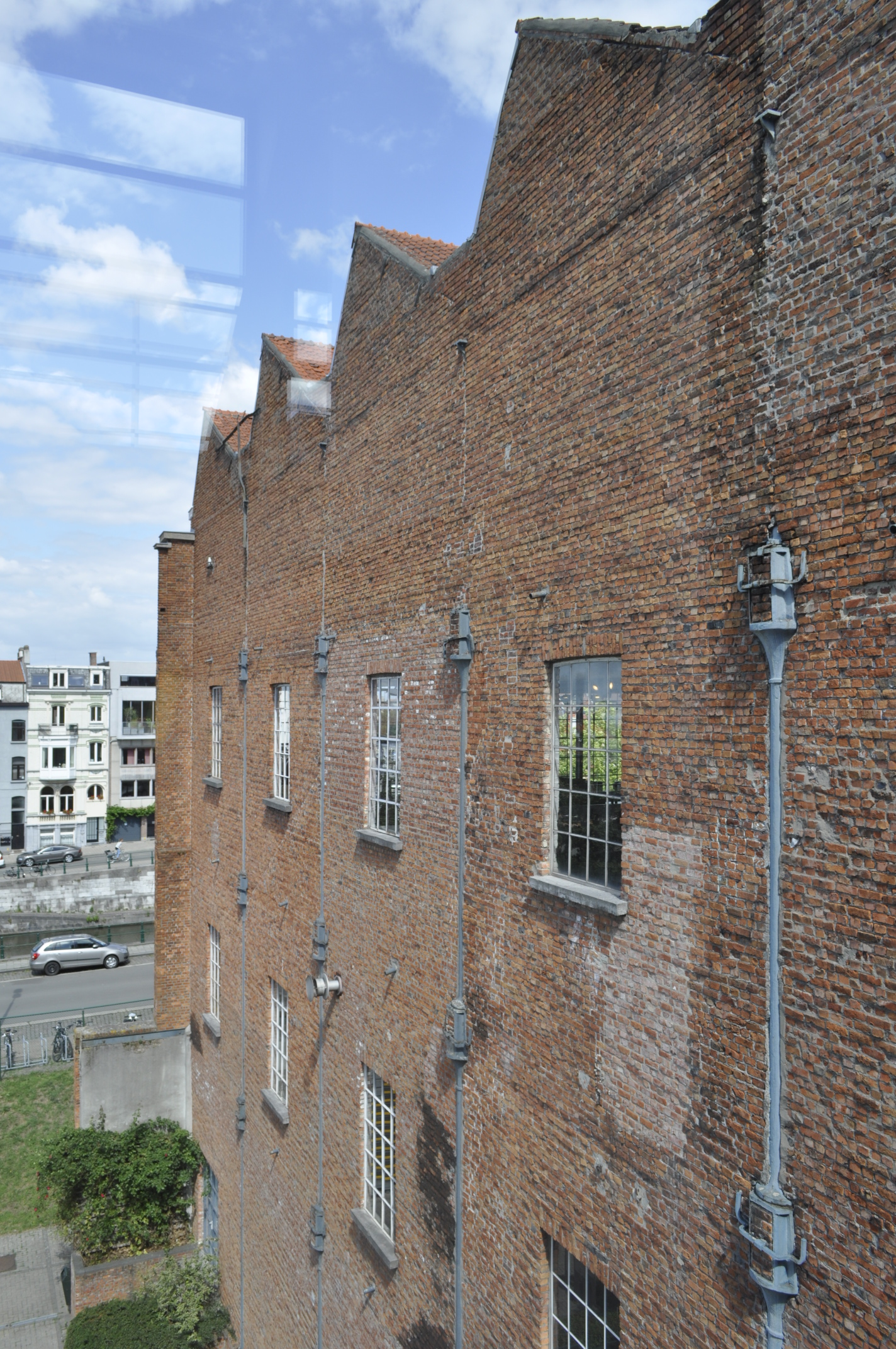
Gezicht op de zijkant van het Industriemuseum in Gent met het typisch Manchesteriaans dak
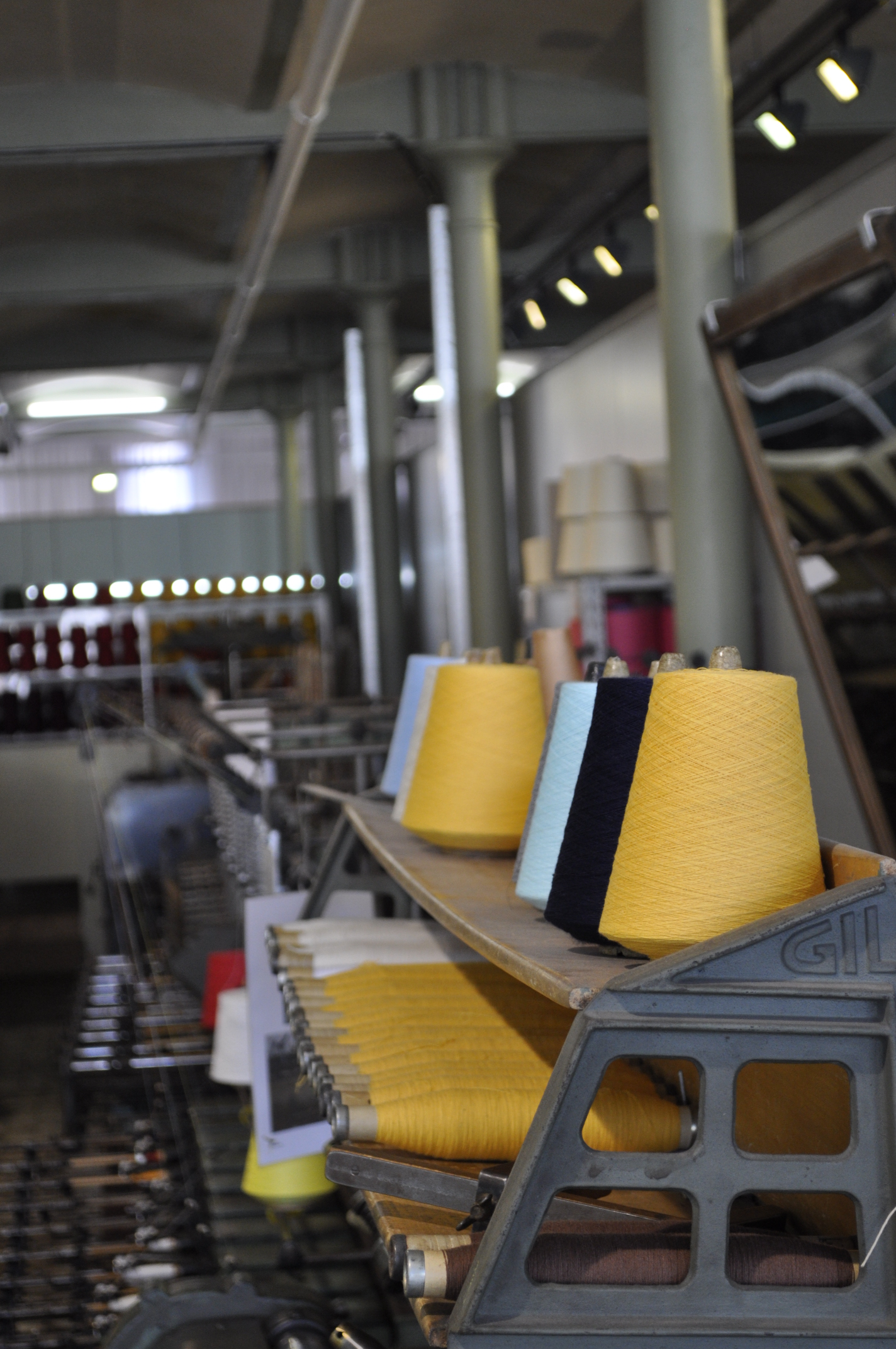
Historische weefgetouwen, bobijnmachine
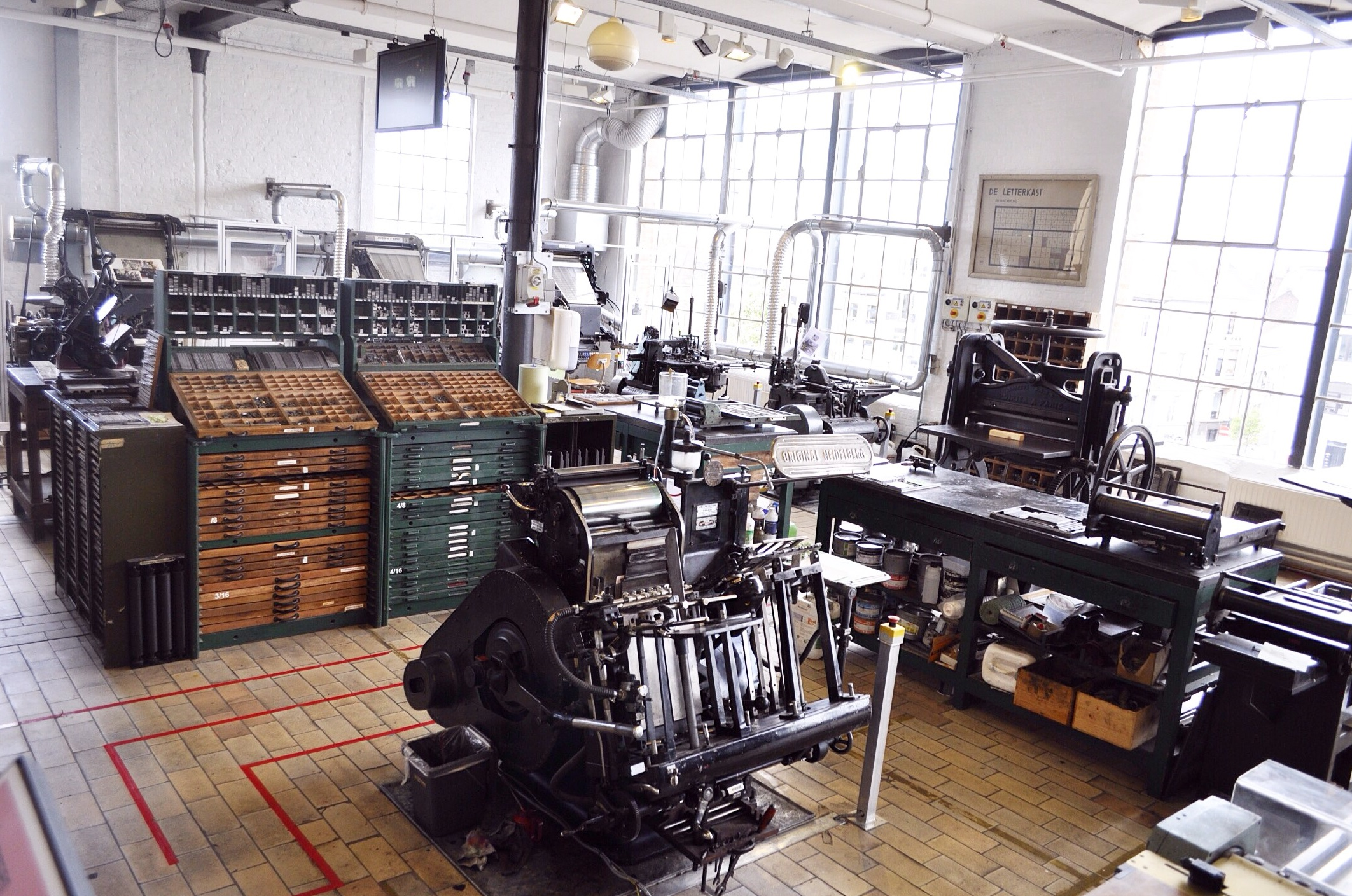
Drukkerij